# Copalillo II
Copalillo II är en ort i Mexiko.   Den ligger i kommunen Atzalan och delstaten Veracruz, i den sydöstra delen av landet, 220 km öster om huvudstaden Mexico City. Copalillo II ligger 378 meter över havet och antalet invånare är 349.
Terrängen runt Copalillo II är kuperad, och sluttar norrut. Runt Copalillo II är det ganska tätbefolkat, med 93 invånare per kvadratkilometer. Närmaste större samhälle är Tlapacoyan, 10,4 km väster om Copalillo II. Omgivningarna runt Copalillo II är en mosaik av jordbruksmark och naturlig växtlighet.